# Richard Ferrand
Richard Ferrand (Rodez, 1º luglio 1962) è un politico francese, presidente dell'Assemblea nazionale dal 12 settembre 2018 al 28 giugno 2022.
Membro del Partito Socialista (PS) dal 1980 al 2016, è stato eletto consigliere generale del Finistère nel 1998, consigliere regionale della Bretagna nel 2010 e deputato nel 2012. Dopo aver fatto parte dell'ala sinistra del PS, si avvicina a Emmanuel Macron. Alla fine del 2016 è diventato segretario generale del movimento En Marche, successivamente ribattezzato La République En Marche (LREM).

## Biografia
Dopo il liceo, Ferrand si trasferì in Germania e si preparò per il diploma di maturità. Studiò tedesco e diritto alle università di Tolosa e Parigi-Cartesio. Successivamente ha iniziato a lavorare come giornalista presso Centre Presse Aveyron, Auto Moto, Circuler, Vie publique e Le Monde. Tra il 1988 e il 1990 è stato direttore di un'agenzia di grafica. Fonda poi una società di consulenza focalizzata sulla comunicazione e diventa direttore di un'agenzia di arti grafiche.
Nel 1991, Ferrand divenne assistente di gabinetto di Kofi Yamgnane, allora segretario di Stato per gli affari sociali e l'integrazione. Nel 1998 è diventato direttore generale della cassa malattia Mutuelles de Bretagne.

## Carriera politica

### Inizi in politica
Nel 1980 Ferrand divenne membro del Partito Socialista. È stato eletto nel Consiglio generale per il cantone di Carhaix-Plouguer nel dipartimento del Finistère nel 1998 . Nel 2004 è stato rieletto e ne è diventato vicepresidente. Ha ricoperto questo mandato fino al 2011.
Nel 2001 e nel 2008, Ferrand si è candidato alle elezioni municipali di Carhaix, ma non è stato eletto entrambe le volte. Nel 2010 è stato eletto nel Consiglio regionale della Bretagna, insieme a Jean-Yves Le Drian, tra gli altri . Divenne presidente del gruppo socialista.
Nel 2007 Ferrand si candidò alle elezioni parlamentari nazionali, ma non riuscì a essere eletto. Ci è riuscito nelle elezioni del 2012.

### Deputato all'Assemblea nazionale
All'Assemblea nazionale Ferrand sedeva nel gruppo socialista ed è stato, tra l'altro, copresidente del gruppo di studio sull'industria agroalimentare. Ha fatto parte anche della commissione Affari sociali, dove è stato relatore della direttiva europea sul distacco dei lavoratori. Ha preso posizione anche contro la proposta di un ecotassa.
Nell'ottobre 2014, Ferrand con l'approvazione del primo ministro Manuel Valls, ha collaborato con Emmanuel Macron, allora ministro dell'Economia, dell'industria e della digitalizzazione, nello sviluppo di piani di riforma della regolamentazione del lavoro. La sua relazione conteneva in definitiva 28 proposte, comprese quelle sulla promozione dell'accesso dei giovani al mercato del lavoro. Le riforme, alle quali sono stati aggiunti numerosi emendamenti dal Parlamento, hanno portato alla legge Macron, fortemente criticata dai sindacati.

### En Marche
Nel 2016, Ferrand è stato il primo deputato ad aderire al nuovo movimento En Marche di Emmanuel Macron. Nell'ottobre dello stesso anno divenne segretario generale di questo partito e un mese dopo lasciò il Partito Socialista.
L'8 maggio 2017 si è candidato per conto di En Marche alle elezioni parlamentari, che si sono svolte un mese dopo. Il 18 giugno 2017 è stato rieletto deputato del Finistère con il 56,5% dei voti.

### Ministro e presidente dell'Assemblea nazionale
Il 17 maggio 2017, Ferrand è stato nominato ministro della coesione territoriale nel primo governo del primo ministro Édouard Philippe. Ciò ha comportato l'adozione di un nuovo nome per gli ex ministeri e segretariati di Stato per l'edilizia abitativa, la pianificazione territoriale, gli enti locali e il paesaggio, oltre alla loro fusione. Ferrand divenne subito oggetto di una polemica sempre più ampia a causa di un'operazione immobiliare in cui avrebbe favorito la moglie negli anni precedenti a scapito delle Mutuelles de Bretagne da lui guidate. In consultazione con il presidente eletto Emmanuel Macron, non potendo rimanere ministro, si dimise dal governo Philippe II. Si è comunque candidato per la presidenza dell'Assemblea nazionale con La République en Marche! (ex En Marche). Pochi giorni dopo, il 27 giugno 2017, è stato infatti eletto presidente.
Dopo la nomina a ministro dell'ex presidente dell'Assemblea nazionale François de Rugy, Ferrand è stato eletto nuovo presidente il 12 settembre 2018. Ha ricevuto molti meno voti rispetto al suo predecessore, probabilmente a causa della vicenda delle Mutuelles de Bretagne, ma ha avuto il sostegno dell'Eliseo.
Ferrand non è stato rieletto alle elezioni parlamentari del 2022. Al secondo turno (21 giugno) ha sfiorato la maggioranza assoluta con il 49,2% ed è stato sconfitto dal candidato socialista. Di conseguenza, non poté più rimanere presidente dell'Assemblea nazionale.